# Warren (Massachusetts)
Warren é uma vila localizada no condado de Worcester no estado estadounidense de Massachusetts. No Censo de 2010 tinha uma população de 5.135 habitantes e uma densidade populacional de 71,7 pessoas por km².

## Geografia
Warren encontra-se localizado nas coordenadas 42° 12′ 01″ N, 72° 11′ 59″ O. Segundo o Departamento do Censo dos Estados Unidos, Warren tem uma superfície total de 71.61 km², da qual 71.35 km² correspondem a terra firme e (0.37%) 0.27 km² é água.

## Demografia
Segundo o censo de 2010, tinha 5.135 pessoas residindo em Warren. A densidade populacional era de 71,7 hab./km². Dos 5.135 habitantes, Warren estava composto pelo 96.81% brancos, o 0.58% eram afroamericanos, o 0.21% eram amerindios, o 0.35% eram asiáticos, o 0.04% eram insulares do Pacífico, o 0.35% eram de outras raças e o 1.66% pertenciam a duas ou mais raças. Do total da população o 2.34% eram hispanos ou latinos de qualquer raça.